# 文浍苑站
文浍苑站位于中华人民共和国安徽省合肥市瑶海区文忠路与岱河路交叉口南侧地下，是合肥轨道交通3号线的地铁车站，工程站名岱河路站。

## 车站楼层
| B1 | 站厅                                 | 出入口、票务服务、自动售票机、人工服务台 |  |
| B2 |                                      | █ 3号线列车往馆驿方向 （勤劳村）         |  |
| B2 | 岛式站台                             |                                          |  |
| B2 | █ 3号线列车往相城路方向 （幼儿师范） |                                          |  |

## 车站结构
文浍苑站位于文忠路与岱河路交叉口南侧，为地下二层单柱双跨岛式站台，共设5个出入口、2组风亭。